# Premiership Rugby 2015-16
La Liga de Inglaterra de Rugby 15 2015-16, más conocido como Aviva Premiership 2015-16 (por razones comerciales) fue la vigésimo novena edición del torneo más importante de rugby de Inglaterra.

## Formato
El torneo se disputó en dos etapas, la primera una fase regular en donde cada equipo se enfrentó en condición de local y de visitante a cada uno de sus rivales, posteriormente los cuatro mejores equipos clasificaron a la postemporada, enfrentándose en eliminaciones directas comenzando desde las semifinales. 
El último clasificado de la fase regular descendió al RFU Championship.

## Desarrollo

### Fase regular
| Pos. | Equipo             | Encuentros | Encuentros | Encuentros | Encuentros | Tantos | Tantos | Tantos | PB | PB | Puntos |
| Pos. | Equipo             | PJ         | PG         | PE         | PP         | F      | C      | Dif    | BO | BD | Puntos |
| ---- | ------------------ | ---------- | ---------- | ---------- | ---------- | ------ | ------ | ------ | -- | -- | ------ |
| 1.º  | Saracens           | 22         | 17         | 1          | 4          | 580    | 376    | +204   | 8  | 2  | 80     |
| 2.º  | Exeter Chiefs      | 22         | 15         | 0          | 7          | 585    | 361    | +224   | 8  | 6  | 74     |
| 3.º  | Wasps              | 22         | 15         | 0          | 7          | 598    | 397    | +201   | 9  | 3  | 72     |
| 4.º  | Leicester Tigers   | 22         | 14         | 0          | 8          | 509    | 475    | +34    | 6  | 3  | 65     |
| 5.º  | Northampton Saints | 22         | 12         | 0          | 10         | 455    | 392    | +63    | 5  | 7  | 60     |
| 6.º  | Sale Sharks        | 22         | 11         | 2          | 9          | 456    | 459    | −3     | 6  | 4  | 58     |
| 7.º  | Harlequins         | 22         | 10         | 1          | 11         | 547    | 583    | −36    | 6  | 7  | 55     |
| 8.º  | Gloucester         | 22         | 10         | 1          | 11         | 429    | 423    | +6     | 2  | 5  | 49     |
| 9.º  | Bath               | 22         | 9          | 0          | 13         | 435    | 460    | −25    | 4  | 8  | 48     |
| 10.º | Worcester Warriors | 22         | 7          | 0          | 15         | 420    | 597    | −177   | 2  | 5  | 35     |
| 11.º | Newcastle Falcons  | 22         | 5          | 1          | 16         | 357    | 556    | −199   | 0  | 5  | 27     |
| 12.º | London Irish       | 22         | 4          | 0          | 18         | 328    | 620    | −292   | 0  | 4  | 20     |

|  | Semifinalistas.                 |
|  | Descendido al RFU Championship. |

### Postemporada

#### Semifinal
| 21 de mayo de 2016 | Saracens | 44 - 17 | Leicester Tigers |  |  |

| 21 de mayo de 2016 | Exeter Chiefs | 34 - 23 | Wasps |  |  |

#### Final
| 28 de mayo de 2016 | Saracens | 28 - 20 | Exeter Chiefs |  |  |

| Bandera de Inglaterra |
| Campeón Saracens      |
| Tercer título         |